# Мікоста (Мічиган)
Мікоста (англ. Mecosta) — селище (англ. village) в США, в окрузі Мекоста штату Мічиган. Населення — 386 осіб (2020).

## Географія
Мікоста розташована за координатами 43°37′5″ пн. ш. 85°13′48″ зх. д. / 43.61806° пн. ш. 85.23000° зх. д. (43.618027, -85.229922).  За даними Бюро перепису населення США в 2010 році селище мало площу 2,89 км², з яких 2,89 км² — суходіл та 0,00 км² — водойми.

## Демографія
Згідно з переписом 2010 року, у селищі мешкало 457 осіб у 166 домогосподарствах у складі 122 родин. Густота населення становила 158 осіб/км².  Було 203 помешкання (70/км²).
Расовий склад населення:
| - 88,6 % — білих - 2,0 % — чорних або афроамериканців - 0,9 % — корінних американців - 0,4 % — вихідців з тихоокеанських островів - 1,3 % — осіб інших рас |

До двох чи більше рас належало 6,8 %. Частка іспаномовних становила 3,1 % від усіх жителів.
За віковим діапазоном населення розподілялося таким чином: 30,9 % — особи молодші 18 років, 57,5 % — особи у віці 18—64 років, 11,6 % — особи у віці 65 років та старші. Медіана віку мешканця становила 33,6 року. На 100 осіб жіночої статі у селищі припадало 104,0 чоловіків;  на 100 жінок у віці від 18 років та старших — 95,1 чоловіків також старших 18 років.
Середній дохід на одне домашнє господарство  становив 36 635 доларів США (медіана — 27 857), а середній дохід на одну сім'ю — 39 303 долари (медіана — 30 625). Медіана доходів становила 36 563 долари для чоловіків та 25 481 долар для жінок. За межею бідності перебувало 40,2 % осіб, у тому числі 44,4 % дітей у віці до 18 років та 28,2 % осіб у віці 65 років та старших.
Цивільне працевлаштоване населення становило 194 особи. Основні галузі зайнятості: освіта, охорона здоров'я та соціальна допомога — 24,2 %, роздрібна торгівля — 14,4 %, мистецтво, розваги та відпочинок — 14,4 %.